# Endothenia menthivora
The Mint rhizome worm (Endothenia menthivora) là một loài bướm đêm thuộc họ Tortricidae. Nó là loài đặc hữu của Nhật Bản.
Sải cánh dài 15–18 mm. Con trưởng thành bay từ đầu tháng 7 to giữa tháng 8. There seems to be one generation per year.
Ấu trùng ăn Mentha species.